# Luc Dupanloup
Luc Dupanloup, pseud. Dupa (ur. 12 lutego 1945 w Montignies-sur-Sambre, zm. 8 listopada 2000 w Ottignies) – belgijski rysownik, twórca postaci Cubitusa (w niektórych krajach znanej też jako Dommel).
Luc Dupanloup studiował na Akademii Sztuk Pięknych w Brukseli w latach 60. Karierę rozpoczął w 1968, kiedy to stworzył postać Cubitusa dla belgijskiego magazynu "Tintin". Od tego czasu przygody sympatycznego, puszystego, białego psa stały się bardzo popularne i przyniosły sukces komercyjny. Jako asystent Grega, Dupanloup pracował również nad innymi komiksami, takimi jak Fifi, Fleurette, Luc Junior, Tootsy i Achille Talon.
W roku 1972 Dupanloup przejął popularną serię "Chlorophylle" od Raymonda Macherota (z tekstem napisanym przez Grega i Bobiego de Groota). Napisał w tym czasie również scenariusz dla serii "Éric". W 1973 został nagrodzony Crayon d'Argent. W 1980 roku Dupanloup stworzył popularną serię "Kiky" o kierowcy ciężarówki.
W 1994 La Poste (belgijska poczta) wypuściła specjalny, okolicznościowy znaczek pocztowy z Cubitusem.